# Мунк-Петерсен, Арне
Арне Мунк-Петерсен (нем. Arne Munch-Petersen; 30 сентября 1904, Фредериксберг — 12 ноября 1940, Бутырская тюрьма, Москва) — датский политик-коммунист, арестованный и погибший во время сталинских чисток, что Коммунистическая партия Дании, однако, скрывала от общественности. Член КПД с 1925 года, с 1932 по 1935 год представлял партию в Фолькетинге, после чего в январе 1936 года стал представителем датских коммунистов в Коминтерне.

## Жизнь и политическая деятельность
Родителями Мунк-Петерсена были профессор права Ганс Мунк-Петерсен и его австрийская жена Лина Йоханна, урожденная Мандл. Он учился в школе «Метрополитен» и принадлежал к той же когорте, что и два других выдающихся коммуниста: Могенс Фог и Отто Мельхиор. С 1935 года и до своей смерти Мунк-Петерсен был женат на медсестре Элне Хиорт-Лоренцен.
Изучал немецкий язык и историю с целью стать учителем средней школы в Копенгагенском университете, который закончил в 1928 году со степенью магистра. Найдя работу, он так и не согласился на нее, поскольку тем же летом был избран делегатом VI Всемирного конгресса Коминтерна в Москве. Вернувшись из Москвы, он стал партийным секретарем КПД. Еще в апреле 1924 года вместе с Могенсом Фогом и Отто Мельхиором он был одним из первых интеллектуалов, присоединившихся к молодежной организации КПД «Коммунистическая молодёжь Дании» (Danmarks Kommnistiske Ungdom), что позже описал в краткой биографии: «В первые годы учебы, как и другие, я развил свои пацифистские, наполовину буржуазно-радикальные, наполовину социал-демократические взгляды на коммунизм посредством изучения русской и немецкой революционной истории».
Через короткое время он стал членом правления КПД в Копенгагене и, следуя советскому образцу, основал детскую организацию «Unge Pionerer» («Юные пионеры»), став её первым председателем. Приняв сталинистский курс Коминтерна, в 1927 году по его предложению КПД решила дистанцироваться от Льва Троцкого и его политической линии. В 1929 году Мунка-Петерсена отправили на годичный курс в Международной Ленинской школе в Москву, где он присоеднился к подпольной курьерской службе Коминтерна через Осипа Пятницкого, поручившему ему возглавить штаб в Копенгагене в качестве связующего звена между Москвой и коммунистическими партиями Скандинавии, стран Балтии, Польши и Германии.
На парламентских выборах 1932 года Мунк-Петерсен был выдвинут кандидатом от округа Сёндеръюлланд, что казалось безнадёжным. Несмотря на все ожидания, он и лидер партии Аксель Ларсен стали первыми коммунистами, прошедшими в Фолькетинг. Он занимал этот мандат до следующих выборов в 1935 году. В 1936 году он стал представителем Дании в Коминтерне.
В 1936 году вместе с женой поехал в Москву, чтобы преподавать скандинавским студентам в Ленинской школе. Его последней задачей в Москве было присутствовать на Втором московском процессе над Г. Л. Пятаковым, К. Б. Радеком, Л. П. Серебряковым и Г. Я. Сокольниковым в начале 1937 года, а затем выступать об этом с докладами во время лекционного тура по Дании. Однако для его работы в Коминтерне необходимо было найти преемника, которым в конечном итоге выбрали Акселя Ларсена.
Впрочем, буквально накануне возвращения в Коминтерн ночь с 28 на 29 июля 1937 года Арне Мунк-Петерсен был задержан НКВД в гостинице. Его обвинили в членстве в «антисоветской, троцкистской шпионской и террористической организации» (вслед за О. А. Пятницким начались аресты всех сотрудников службы связи ИККИ на фоне беспочвенных обвинений в участии в троцкистском заговоре, на что накладывался предыдущий провал резидентуры в Дании). Мунк-Петерсен также был помещен в одиночную камеру и более трёх лет оставался в Бутырской тюрьме, где его неоднократно подвергали физическим и психологическим пыткам во время допросов. Между допросами он безуспешно обращался с письмами к Сталину, Ежову, Берии и Токареву. Мунк-Петерсен умер от хронического туберкулёза в 1940 году.
Судьба Арне Мунк-Петерсена была неизвестна датской общественности до тех пор, пока историк и корреспондент коммунистической газеты «Land og Folk» Курт Якобсен не нашел информацию о Мунк-Петерсене в советских архивах в 1989 году. С тех пор выяснилось, что тогдашний председатель ДКП Аксель Ларсен не только знал, что случилось с Мюнк-Петерсеном, но и лгал своей жене о судьбе товарища по партии, в результате чего Элна Хиорт-Лоренцен в течение многих лет тщетно пыталась снова найти своего мужа (в надежде снова увидеть его живым она даже выступила против официальных запросов прояснить судьбу датского экс-депутата, поскольку опасалась, что это может поставить под угрозу её мужа). Советские власти утверждали, что в 1938 году его отправили на гражданскую войну в Испании (его двоюродный брат, сюрреалистический автор и художник Густав Мунк-Петерсен, действительно погиб там). Арне Мунк-Петерсен был официально реабилитирован Генеральной прокуратурой Советского Союза 16 августа 1991 года.
Датский политик (бывший председатель Коммунистической партии, затем перешедший в Социалистическую народную и Социал-демократическую) Оле Сон написал о судьбе Мунка-Петерсена биографию Fra Folketinget til celle 290.